# Mirek Pyschny

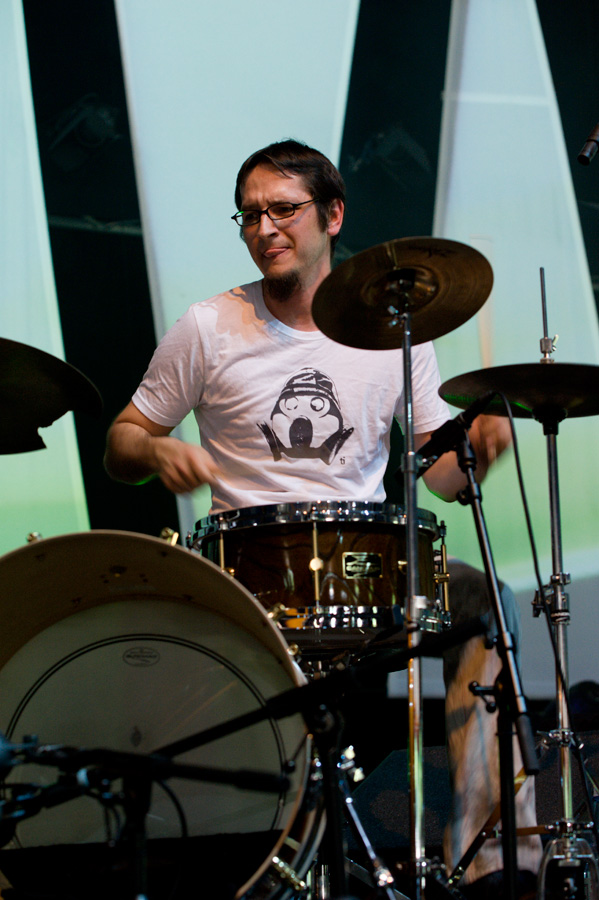
Mirek Pyschny beim Moers Festival 2012

Mirek Pyschny (* 1977 in Kattowitz) ist ein deutscher Jazz- und Improvisations-Musiker polnischer Abstammung (Schlagzeug, Perkussion).

## Leben und Wirken
Pyschny spielte als Kind zunächst Klavier, bevor er mit sechs Jahren Geige lernte und mit elf Jahren zum Schlagzeug wechselte. Er studierte an der Musikhochschule Köln bei Keith Copeland im Hauptfach Jazz-Schlagzeug (Abschluss 2005). Seitdem arbeitet er u. a. mit Paul Reddick, Arve Henriksen, der Schäl Sick Brass Band, Philip Zoubek, Dani Felber, East Affair, Tabadoul Orchestra, Thomas Rückert, Matthias Muche, Raimund Kroboth, Bodek Janke, Nicolas Simion, Martin Schulte Quartett (mit Peter Ehwald und Matthias Akeo Nowak) und dem Jugendjazzorchester NRW; ferner wirkte er bei Aufnahmen von Samy Deluxe, Terrence Ngassa und Kathrin Scheer mit. Seit 2011 unterrichtet er, als Nachfolger von Andy Gillmann, Schlagzeug/Drum-Set an der Musikhochschule Köln Abteilung Wuppertal. Mit dem Trompeter und Liveelektroniker Pablo Giw bildet er das Duo DUS-TI , das u. a. 2012 auf dem Moers Festival auftrat. 2013 gründete er zusammen mit Pablo Giw das Musiklabel Ti-Records. Seit 2014 hat er einen Lehrauftrag für Schlagzeug/Drum-Set an der Bergischen Universität Wuppertal.